# Chrysolarentia subrectaria
Chrysolarentia subrectaria là một loài bướm đêm thuộc họ Geometridae. Nó được tìm thấy ở Úc, bao gồm Tasmania.

## Hình ảnh

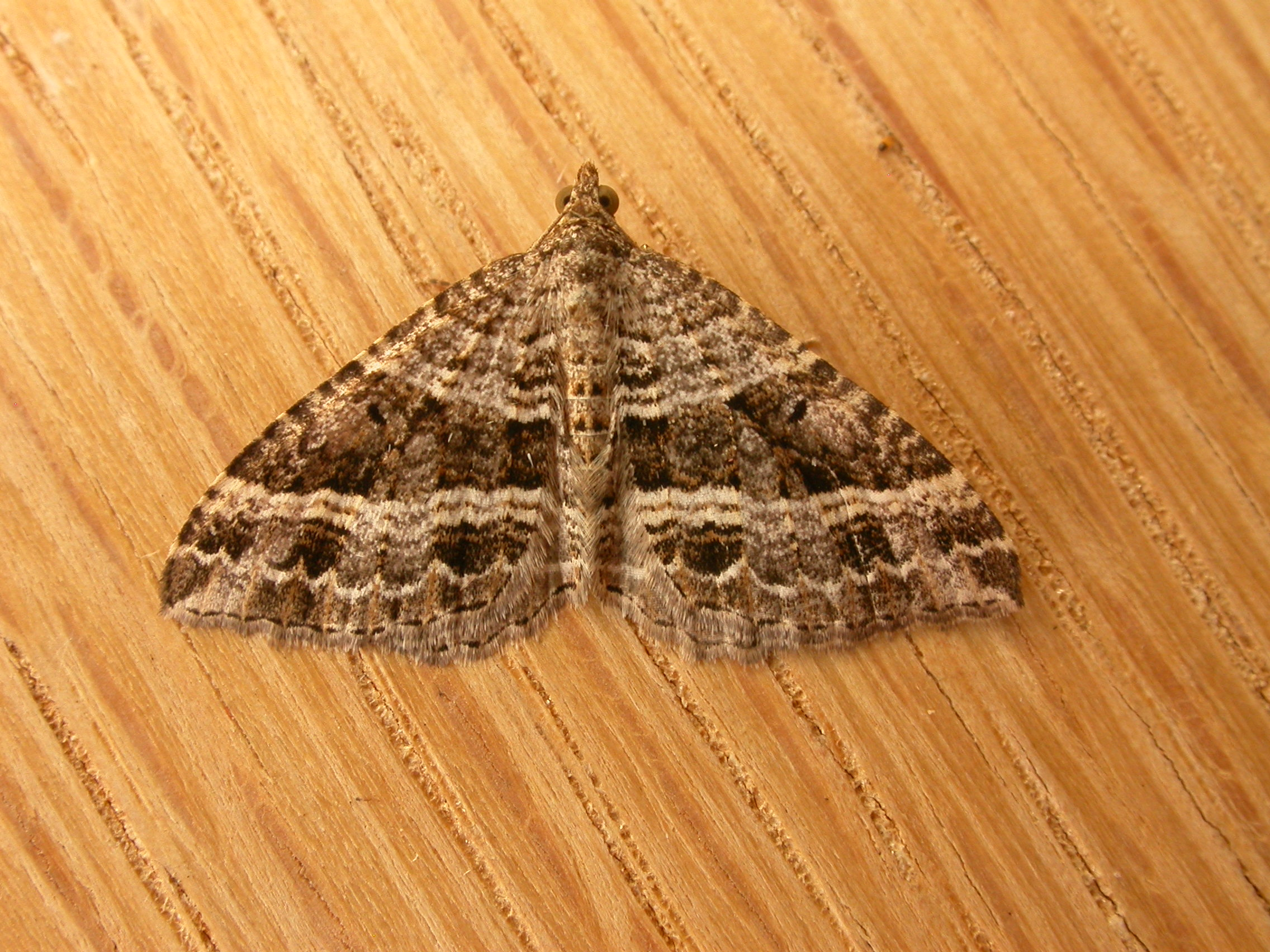
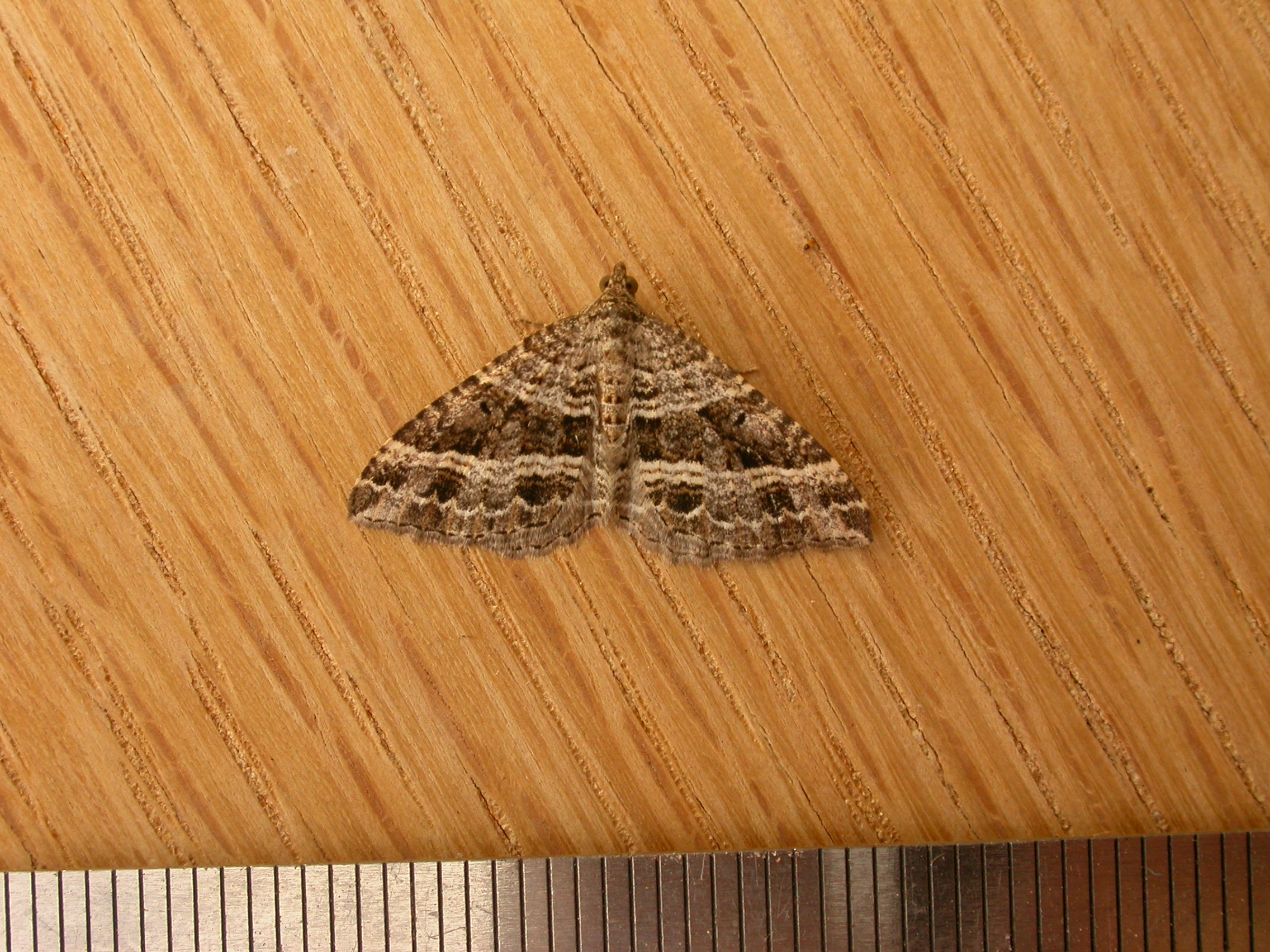
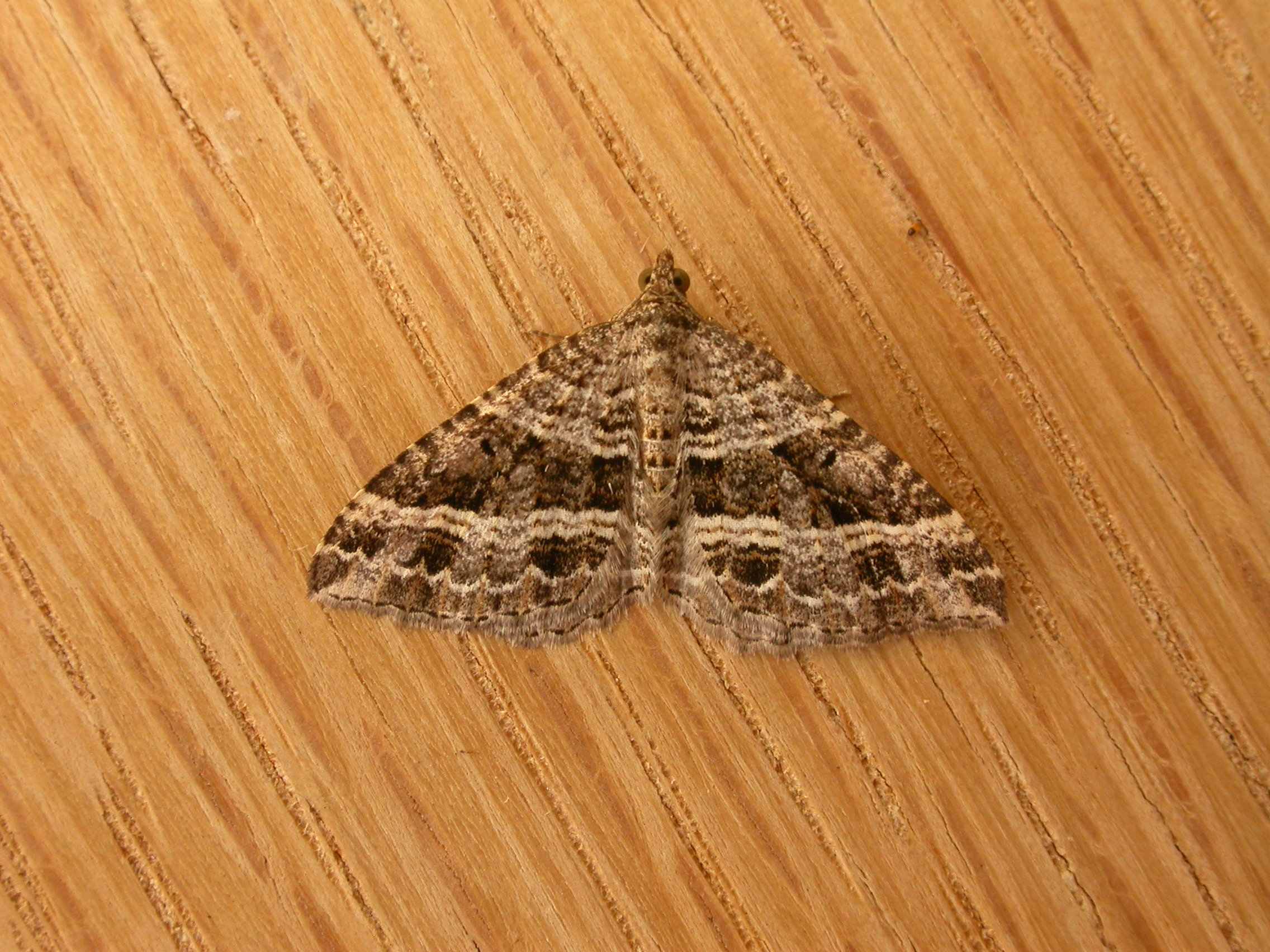
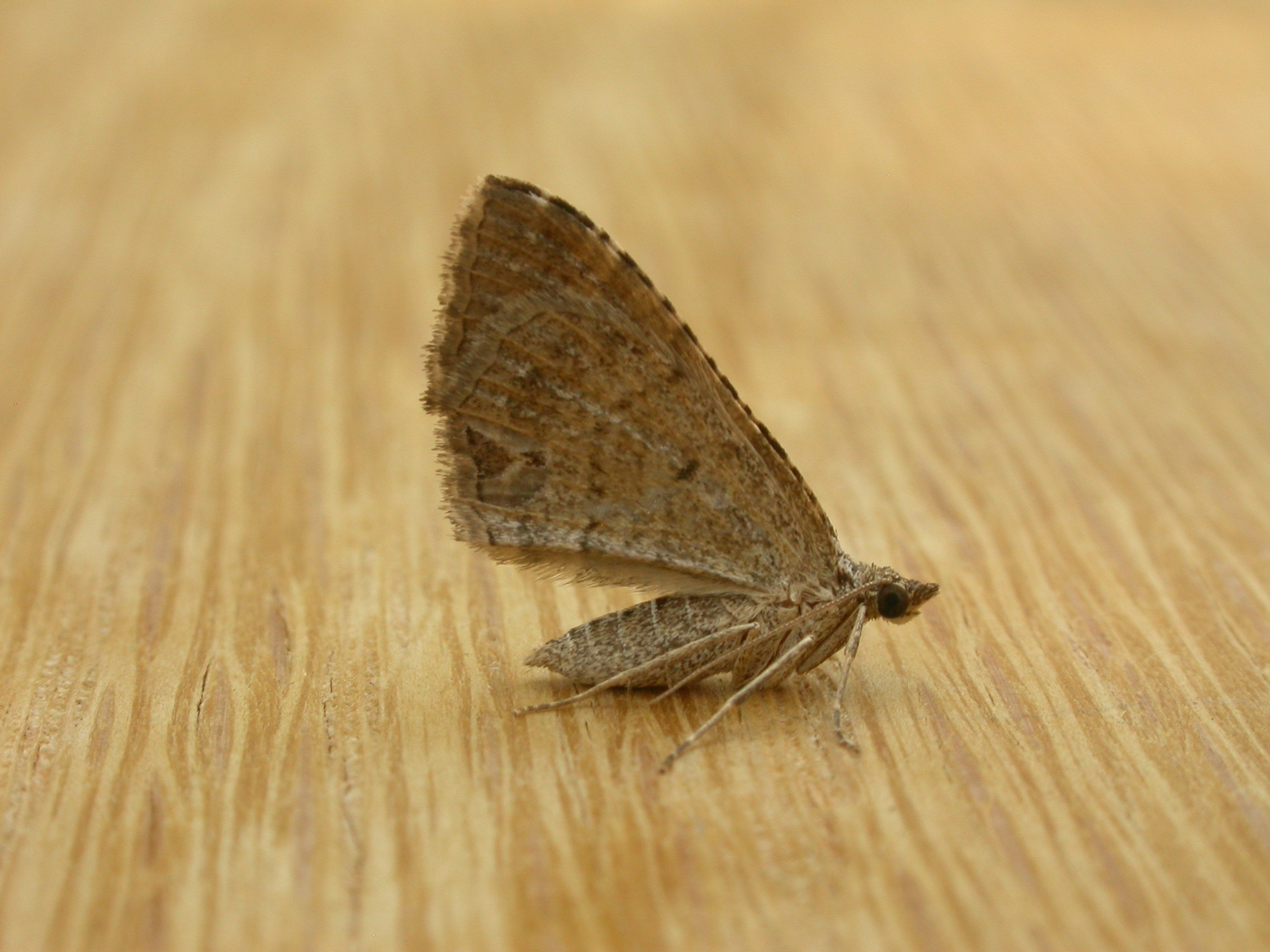